# ОШ „Озрен” Доња Пакленица
Основна школа „Озрен”  је основна школа у Доњој Пакленици, насељеном мјесту на териорији града Добој. Налази се на адреси Доња Пакленица бб. Име је добила по планини Озрен у Републици Српској, на сјеверу Босне и Херцеговине, у појасу нижих планина. Смјештена је између ријеке Босне на западу и ријеке Спрече на сјеверу. На југу се протеже уз ријеку Кривају и спаја се са планином Коњух, док се источни обронци спуштају на Модрачко језеро. Географски простор Озрена је подјељен између ентитета Републике Српске и Федерације Босне и Херцеговине.

## Историјат
Изградња школске зграде започета је 1939, а завршена 1946, када је отворена четворогодишња школа. Прерасла је 1973. у централну, под именом "Братство и јединство", а припојене су јој школе у селима Горња Пакленица, Косова, Мошевац, Равна, Стријежевица и Трбук. Школа у Трбуку основана је 1910. као Српска основна школа, али је преименована у Народну основну школу. Током Првог свјетског рата двије године није радила. Између два свјетска рата имала је педесетак ученика и два учитеља. Устаници су 1941. запалили школску зграду да би спријечили стационирање усташа у селу. Настава је 1945-1947. одржавана у згради општине, а школске 1948/1949. године изграђен је нови објекат. Школске 1959/1960. почела је да прераста у осмогодишњу. У то вријеме била је самостална и носила је име ОШ "Душанка Бајић", по предратној учитељици,
првоборцу, која је погинула 1944. године. Подручна школа у Стријежевици отворена је непосредно послије Другог свјетског рата у приватној кући Љубице Лазић. Школска зграда саграђена је 1959, на земљишту које је поклонио Марко Пејић. Школа у Доњој Пакленици добила је 1991. назив ОШ "Озрен", а похађало ју је 888 ученика. У току Одбрамбено-отаџбинског рата 1992-1995. школска зграда је разорена, а објекат школе "Душанка Бајић" у Трбуку дјелимично је оштећен. Ученици из ових села били су распоређени по осталим подручним школама
и приватним кућама и настава није прекидана. ОШ "Озрен" припојена је 1997. школи "Свети Сава" у Добоју, а од 2001. поново је самостална. Школске 2015/2016. имала је 130 ученика, 28 наставника и два вјероучитеља православне вјеронауке. У њеном саставу радила је деветогодишња подручна школа у селу Трбук и петогодишње школе у селима Горња Пакленица (основана 1956) и Стријежевица.